# Melgaço (Pará)
Melgaço es un municipio brasileño del estado de Pará. Se puede localizar a una latitud 01º48'16" Sur y a una longitud 50º42'44" Oeste, estando ubicado a una altitud de 12 metros. Tiene una población estimada en 2005 de 25.153 habitantes.

## Cultura

### Museos
En este municipio se encuentra el museo Paraense Emílio Goeldi dedicado a mostrar la naturaleza Amazónica.